# Lijst van oorlogsmonumenten in Zuidplas
De Nederlandse gemeente Zuidplas heeft 7 oorlogsmonumenten. Hieronder een overzicht.
| Nr.  | Object                                 | Herdachte groep | Ontwerper                            | Onthulling       | Type            | Locatie                           | Plaats                     | Coördinaten                   | Foto              |
| ---- | -------------------------------------- | --- | ------------------------------------ | ---------------- | --------------- | --------------------------------- | -------------------------- | ----------------------------- | ----------------- |
| 275  | Spiegeling naar de toekomst            | algemeen, geallieerde militairen, militairen in dienst van het Ned. Kon. 1940-1945, burgerslachtoffers, vervolgden Nederland, verzet Nederland | Corry Ammerlaan                      | 21 april 1995    | beeld/sculptuur | Koornmolengat                     | Zevenhuizen                | 52° 0' 37" NB, 4° 33' 31" OL  | Meer afbeeldingen |
| 1729 | Indië-monument                         | militairen in dienst van het Ned. Kon. na 1945, militairen in dienst van het Ned. Kon. 1940-1945                                               | Skledar & Brandwijk Natuursteen B.V. | 31 oktober 1998  | gedenksteen     | Kerklaan 42, 2912 CK              | Nieuwerkerk aan den IJssel | 51° 57' 59" NB, 4° 36' 53" OL | Meer afbeeldingen |
| 1731 | Monument bij de Algemene begraafplaats | burgerslachtoffers, vervolgden Nederland, verzet Nederland                                                                                     | Firma P.J.M. van Stokkum             | 20 oktober 1945  | zuil            | Kerklaan                          | Nieuwerkerk aan den IJssel | 51° 58' 1" NB, 4° 36' 51" OL  | Meer afbeeldingen |
| 2009 | Oorlogsmonument                        | militairen in dienst van het Ned. Kon. 1940-1945, burgerslachtoffers                                                                           |                                      | 29 augustus 1945 | zuil            | Raadhuishof/ Dorpsstraat, 2761 AM | Zevenhuizen                | 52° 0' 43" NB, 4° 34' 55" OL  | Oorlogsmonument   |
| 2028 | Joods monument                         | vervolgden Nederland | Aad de Wit                           | 27 januari 1999  | zuil            | Kon. Julianastraat, 2841 VL       | Moordrecht                 | 51° 59' 5" NB, 4° 39' 57" OL  | Meer afbeeldingen |
| 2503 | Indië-monument                         | militairen in dienst van het Ned. Kon. na 1945                                                                                                 |                                      | 13 april 1996    | plaquette       |                                   | Moerkapelle                | 52° 2' 38" NB, 4° 34' 32" OL  | Indië-monument    |
| 2665 | Oorlogsmonument                        | algemeen, militairen in dienst van het Ned. Kon. 1940-1945, burgerslachtoffers, vervolgden Nederland, verzet Nederland                         |                                      |                  | gedenkmuur      |                                   | Moordrecht                 | 51° 59' 12" NB, 4° 40' 4" OL  | Meer afbeeldingen |

Alblasserdam ·
Albrandswaard ·
Alphen aan den Rijn ·
Barendrecht ·
Bodegraven-Reeuwijk ·
Capelle aan den IJssel ·
Delft ·
Den Haag ·
Dordrecht ·
Goeree-Overflakkee ·
Gorinchem ·
Gouda ·
Hardinxveld-Giessendam ·
Hendrik-Ido-Ambacht ·
Hillegom ·
Hoeksche Waard ·
Kaag en Braassem ·
Katwijk ·
Krimpen aan den IJssel ·
Krimpenerwaard ·
Lansingerland ·
Leiden ·
Leiderdorp ·
Leidschendam-Voorburg ·
Lisse ·
Maassluis ·
Midden-Delfland ·
Molenlanden ·
Nieuwkoop ·
Nissewaard ·
Noordwijk ·
Oegstgeest ·
Papendrecht ·
Pijnacker-Nootdorp ·
Ridderkerk ·
Rijswijk ·
Rotterdam ·
Schiedam ·
Sliedrecht ·
Teylingen ·
Vlaardingen ·
Voorne aan Zee ·
Voorschoten ·
Waddinxveen ·
Wassenaar ·
Westland ·
Zoetermeer ·
Zoeterwoude ·
Zuidplas ·
Zwijndrecht